# Saivres
Saivres település Franciaországban, Deux-Sèvres megyében. Lakosainak száma 1322 fő (2022. január 1.). Saivres Augé, Azay-le-Brûlé, Exireuil, Saint-Georges-de-Noisné és Saint-Maixent-l’École községekkel határos.

## Népesség
A település népessége az elmúlt években az alábbi módon változott:
| Lakosok száma | 1423 | 1435 | 1472 | 1461 | 1428 | 1391 | 1355 | 1343 | 1322 |
|               | 2013 | 2015 | 2016 | 2017 | 2018 | 2019 | 2020 | 2021 | 2022 |